# Kusz (kraina)

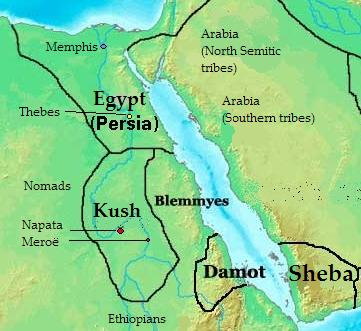
Rejon Morza Czerwonego ok. 400 r. p.n.e.

Kusz — starożytna kraina położona na południe od II katarakty Nilu (obecnie północny Sudan). 
Podbita w XVI-XIV wieku p.n.e. przez Egipt (czasy XVIII dynastii) uległa częściowo kulturze egipskiej. Faraonowie XVIII dynastii zmuszeni byli do odpowiedniego zreorganizowania systemu administracyjnego w swym wielkim imperium. W Nubii wprowadzili scentralizowane rządy. Podzielili Nubię na dwa większe obszary. Na terytorium Wawat, które odpowiadało Nubii właściwej i na terytorium Kusz, które rozciągało się od drugiej do czwartej katarakty. Całością zarządzał urzędnik egipski o tytule: „Królewski syn z Kusz”. W Starym Testamencie Kusz jest określeniem Nubii.

## Królestwo Kusz
W I tysiącleciu p.n.e. istniało królestwo ze stolicą w Napacie. Podbijając najpierw górny a potem także dolny Egipt, kuszyccy władcy ustanowili jego XXV dynastię, która rządziła Egiptem blisko 100 lat między 746–655 p.n.e., ulegając ostatecznie najazdowi asyryjskiemu. Wypady asyryjskie i egipskie za XXVI dynastii sięgające Napaty doprowadziły do przeniesienia się głównej siedziby władców do Meroe, znacznego ośrodka handlowego w południowej części kraju.
Wg Strabona za panowania cesarza Augusta, Kuszyci, w sile 30 000 ludzi, uderzyli na rzymski Egipt. Zajęli Elefantynę, Syene i File. Jednak ich sukcesy nie trwały długo. Prefekt Petroniusz odbił miasta i ścigał Kuszytów aż do Napaty, którą zdobył szturmem.
Schyłek Kusz nastąpił wraz z hegemonią królestwa Aksum, którego władca Ezana ostatecznie podbił Kusz.